# Eupododexia gigantea
Eupododexia gigantea är en tvåvingeart som beskrevs av Louis-Paul Mesnil 1976. Eupododexia gigantea ingår i släktet Eupododexia och familjen parasitflugor.
Artens utbredningsområde är Madagaskar. Inga underarter finns listade i Catalogue of Life.